# Caritas der Diözese Graz-Seckau
Die Caritas der Diözese Graz-Seckau (oder Caritas Steiermark) ist eine soziale Hilfsorganisation der römisch-katholischen Kirche im österreichischen Bundesland Steiermark und Teil von Caritas Österreich. Sie ist eine eigenständige Institution und untersteht dem Bischof der Diözese Graz-Seckau.

## Organisation
Direktorin der Caritas Steiermark ist Nora Tödtling-Musenbichler, vertreten wird sie von den beiden Vizedirektoren Petra Prattes und Erich Hohl. Im Jahr 2022 waren rund 2.200 Mitarbeiter bei der Caritas Steiermark beschäftigt. Daneben waren rund 2.400 Freiwillige in Einrichtungen und Projekten aktiv.
Die Caritas Steiermark gliedert sich in zwölf Abteilungen und acht Servicestellen. Die Abteilungen umfassen: Asyl und Integration, Auslandshilfe, Beratung und Existenzsicherung; Kinder, Jugend und Familienarbeit; Psychosoziales Wohnen und Gesundheit, Wohnen, Beschäftigungsprojekte, Beschäftigungsmodelle und Kooperationen, Sachspenden, Region und Engagement, Aus- und Weiterbildung sowie Betreuung und Pflege.

## Aufgaben
Die Caritas der Diözese Graz-Seckau bietet Hilfe in folgenden Bereichen an:

### Menschen in Not

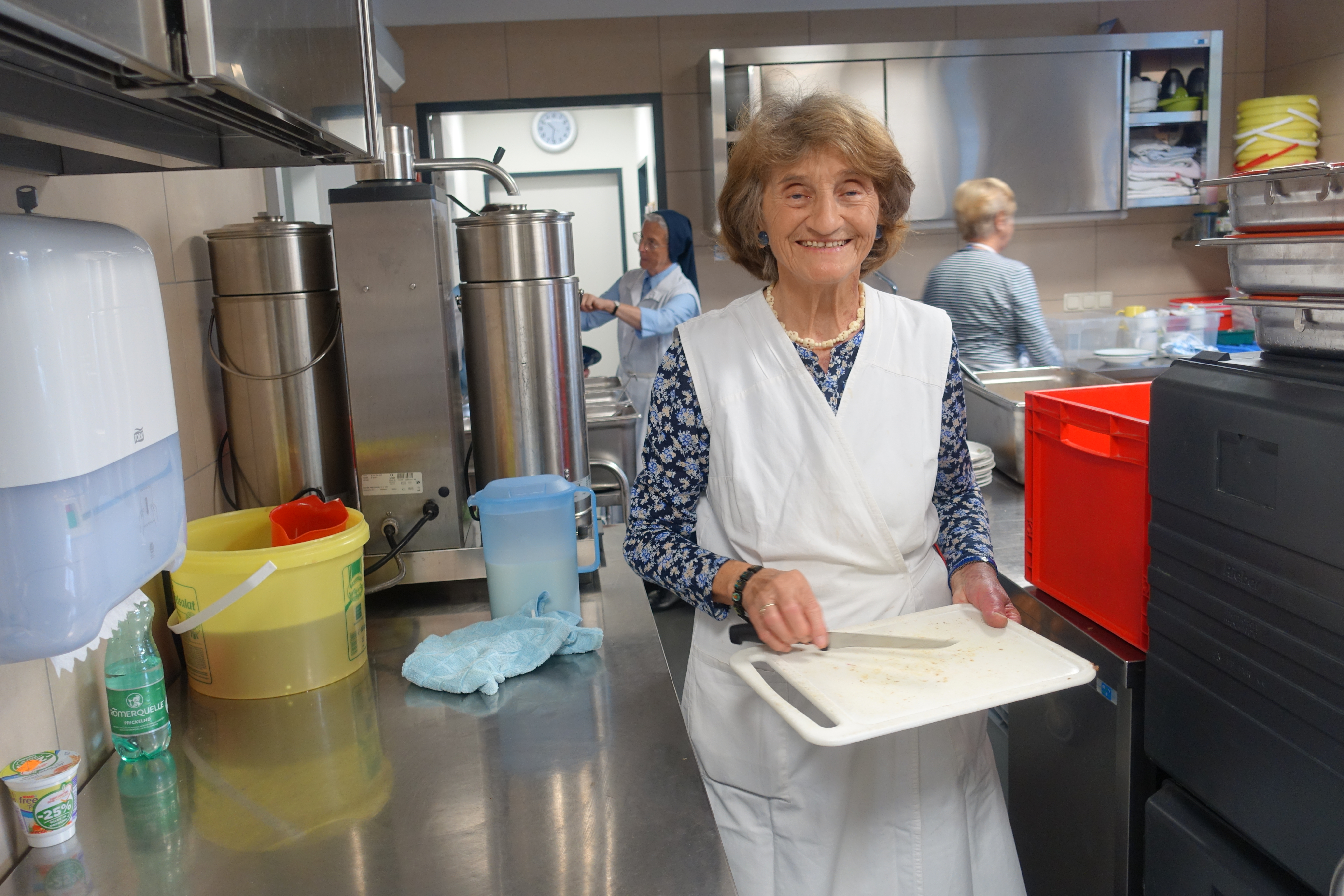
Freiwillige Mitarbeiterin bei der Essensausgabe in Graz

Im Bereich „Menschen in Not“ gibt es die Schwerpunkte:
- Arbeit: Es werden Menschen unterstützt, die am Arbeitsmarkt benachteiligt sind, oder Schwierigkeiten beim Wiedereinstieg haben. Unter dem Namen „WerkStart“ werden Beschäftigungsprojekte angeboten: Verkauf im Caritas-Shop Carla oder im Solidarmarkt, in der Gastronomie, bei der Sachspendensortierung, bei Transporten oder bei der Reinigung. Ziele sind Stabilisierung, Stärkung des Selbstvertrauens und das Heranführen an das Leistungsniveau der freien Wirtschaft. 2022 bereiteten sich 745 Erwachsene durch ihre Arbeit in Beschäftigungsprojekten und -modellen auf einen (Wieder-)Einstieg in den freien Arbeitsmarkt vor.[2]

- Gesundheit: Angeboten werden medizinische Grundversorgung für Unversicherte und eine stationäre Therapie im Aloisianum zur Unterstützung nach einem Alkohol-Entzug.

- Soziales: Kernaufgaben sind die kostenlose und diskrete Beratung von Menschen in finanzieller und sozialer Not, die Ausgabe von Lebensmitteln und die Bereitstellung eines Mittagstisches im Marienstüberl.[4] Über 53.000 warme Mahlzeiten wurden hier 2022 ausgegeben.[2]

- Wohnen: Die Aufgabengebiete reichen von Wohnungssicherung bei Mietrückständen und drohendem Wohnungsverlust bis zur Bereitstellung von Notschlafplätzen bei akuter Wohnungsnot[5] und der Betreuung von Obdachlosen im Winter mit dem Kältetelefon.[6]

### Kinder und Jugendliche
Für Kinder und Jugendliche mit oder ohne Migrationshintergrund werden folgende Leistungen angeboten:
- Lernen und Arbeiten: In Lerncafés helfen Ehrenamtliche gratis bei Hausaufgaben. Das Jugendbeschäftigungsprojekt Start2Works bietet 15- bis 20-Jährigen im Auftrag des Arbeitsmarktservice Steiermark eine Möglichkeit, in den Arbeitsmarkt einzusteigen. 169 Jugendliche sammelten so im Jahr 2022 in Beschäftigungsprojekten Arbeitserfahrung.[2] Beim Projekt LernBar erhalten Jugendliche Lernbegleitung an vier Grazer Standorten. Dieses Projekt erfolgt in Kooperation mit dem Steirischen Dachverband der Offenen Jugendarbeit und wird vom Integrationsreferat der Stadt Graz gefördert.[7] Die Initiative Superar ist ein interkulturelles Chor-Programm für Volksschulkinder. Das von der Stadt Graz unterstützte Projekt Be Qualified* fördert Lehrlinge mit speziell auf Berufsschüler zugeschnittenen Nachhilfestunden.[8]

- Kindergarten und Hort: Caritas Steiermark betreibt den Marienkindergarten.

- Beratung und Unterstützung: Die Caritas der Diözese Graz-Seckau bietet für Schüler und Eltern eine kostenlose Beratung in allen Bezirken der Steiermark an. Nach einem Unfall oder Tod eines Elternteiles, oder bei Krankheit, werden Kinder temporär betreut. Daneben werden internationale Projekte der Caritas Österreich unterstützt, zum Beispiel die Vorbereitung auf die Volksschule von 25 Kindern aus sozial schwachen Familien in der ostslowakischen Stadt Stropkov.

### Familien und Frauen
Caritas Steiermark bietet auf Familien und Frauen zugeschnittene Hilfe und Betreuung in folgenden Bereichen an:
- Familienhilfe für Daheim: Kinderbetreuung, Kochen und Einkaufen werden in Krisensituationen bis zu acht Wochen pro Jahr unterstützt.

- Schwangerschaft und Erziehung: Neben einem Beratungszentrum für Schwangere werden eine Kontaktstelle für anonyme Geburt (Babyklappe) und ein Begegnungsort für (werdende) Mütter und Väter angeboten.

- Migranten und Flüchtlinge: Eine frauenspezifische Beratungsstelle für Migrantinnen gibt es in den Sprachen Deutsch, Türkisch, Arabisch, Bosnisch, Kroatisch, Serbisch, Englisch, Dari und Farsi. Das Frauenwohnhaus FranzisCa steht Schwangeren und Alleinerzieherinnen mit ihren Kindern zur Verfügung.

### Senioren
Eine der Hauptaufgaben der Caritas Steiermark ist die Betreuung alter Menschen:
- Notruftelefon: Um die Sicherheit allein lebender alter Menschen zu erhöhen, erfolgt die Installation von Notruftelefonen kostenlos.

- Betreutes Wohnen: Wenn Menschen ab dem vollendeten 54. Lebensjahr kurz- oder mittelfristig nicht mehr in der Lage sind, in ihrer eigenen Wohnung zu bleiben (Pflegestufe 1 bis 3), erhalten sie medizinische Pflege, Essen auf Rädern und Fahrtendienste.

- Pflegewohnhäuser: Die Caritas Steiermark betreibt 17 Pflegewohnhäuser.

### Migranten und Flüchtlinge
Im Bereich Migranten und Flüchtlinge werden folgende Schwerpunkte gesetzt:
- Beratung und Betreuung: Im Jahr 2022 wurden so alleine über 18.000 Dolmetschstunden für Geflüchtete aus der Ukraine geleistet und wichtige Informationen verständlich gemacht.[2]

- Unterbringung: Die Zuweisung von Asylwerbern erfolgt über das Amt der Steiermärkischen Landesregierung. Die Hauptaufgaben sind Hilfe bei der Bewältigung des Alltages, Abklärung von Perspektiven und Unterstützung bei Behördenkontakten.

- Bildung: Das Open Learning Center ist ein Gemeinschaftsprojekt mit dem Berufsförderungsinstitut Tirol und dem Diakonie-Flüchtlingsdienst Wien. Hier finden Flüchtlinge einen Raum mit Computerarbeitsplätzen sowie individuelle Unterstützung bei Lernschwierigkeiten.

- Integration: Das Thema Integration umfasst den Verkauf der Straßenzeitung Megaphon, soziale Integration durch Fußball und Flüchtlingspatenschaften.

### Menschen mit Beeinträchtigung
Hilfe bietet die Caritas Steiermark sowohl für die Menschen mit Beeinträchtigung selbst als auch für deren Familien an:
- Familien-Entlastungsdienst: Dieser mobile Dienst gibt den Familienangehörigen stunden- oder tageweise einen Freiraum, um ihren eigenen Bedürfnissen nachzugehen.

- Persönliche Hilfestellung: Das Angebot umfasst Körperpflege, Nahrungsaufnahme, Einkauf, Arztbegleitung sowie Kommunikation und Freizeitgestaltung.

- Beratung: Die Betroffenen erhalten kostenlose Information über barrierefreies Wohnen, über das steirische Behindertengesetz und über Behördenwege.
- Wohneinrichtungen für Menschen mit psychischen Beeinträchtigungen in Graz und Deutschlandsberg.

### Hilfe im Ausland
Die Caritas Steiermark arbeitet bei der Auslandshilfe mit dem internationalen Caritas-Netzwerk zusammen.
- Länder: In den Ländern Bosnien-Herzegowina, Bulgarien, Burundi, Rumänien, Slowakei, Südsudan werden Projekte unterstützt.

- Schwerpunkte: Die Schwerpunkte dieser Projekte sind Kinder, Minderheiten der Roma, Hunger und Bildung.[9]

## Finanzen
| Leistungsbereich                        | Euro       |
| --------------------------------------- | ---------- |
| Kinder-, Jugend- und Familienarbeit     | 11.400.000 |
| Beratung und Existenzsicherung          | 5.000.000  |
| Beschäftigungsprojekte                  | 11.500.000 |
| Basisversorgung                         | 1.500.000  |
| Asyl und Integration                    | 14.700.000 |
| Betreuung und Pflege                    | 46.000.000 |
| Auslandshilfe                           | 3.200.000  |
| Aus- und Weiterbildung                  | 4.300.000  |
| Psychosoziales Wohnen                   | 3.000.000  |
| Carla und Sachspenden                   | 2.900.000  |
| Beschäftigungsmodelle und Kooperationen | 3.200.000  |
| Pfarrkooperationen                      | 600.000    |
| Region und Engagement                   | 800.000    |
| Spendenbeschaffung                      | 884.000    |
| Administration und Infrastruktur        | 6.255.000  |
| Rücklagen/Vorsorge für Projekte 2023    | 1.527.000  |

Die Einnahmen setzen sich größtenteils aus Entgelten für betriebliche Einnahmen (72 %), Subventionen (15 %) und Spenden (12 %) zusammen. Im Jahr 2022 betrug das Gesamtbudget fast 120 Millionen Euro.
Laut Bundesministerium für Finanzen sind Spenden an die Caritas Steiermark steuerlich als Sonderausgaben absetzbar.